# روایتی از مردم در جنگ و صلح
روایتی از مردم در جنگ و صلح (انگلیسی: A Story of People in War and Peace) یک فیلم مستند به کارگردانی وارطان هوهانیسیان است که در سال ۲۰۰۷ میلادی منتشر شد.
این فیلم روایت شخصی کارگردان از تجربیات و مشاهداتش در جنگ قره‌باغ است که آنرا یکی از نخستین نشانه‌های سقوط اتحاد جماهیر شوروی سوسیالیستی می‌دانند.
این فیلم همچنین برندهٔ جوایز گوناگونی در جشنواره‌های بین‌المللی فیلم شده است که از آن میان، می‌توان به جشنواره بین‌المللی فیلم مستند آمستردام، جشنواره فیلم ترایبکا، جشنوارهٔ فیلم الجزیره، جشنوارهٔ فیلم بارسلون، جشنوارهٔ فیلم مستند تل‌آویو (داک آویو) جشنوارهٔ فیلم بلفاست، جشنوارهٔ فیلم زاگرب و جشنوارهٔ بین‌المللی فیلم مکزیک شد.